# Soddì
Soddì (sardisk: Soddìe) er en by og en kommune (comune) i provinsen Oristano i regionen Sardinien i Italien. Byen ligger i 250 meters højde og har 120 indbyggere (2016). Kommunen har et areal på 5,24 km² og grænser til kommunerne Aidomaggiore, Boroneddu og Sedilo.